# Петько Сергій Валентинович
Сергій Валентинович Петько (нар. 8 серпня 1974, м. Сміла, УРСР) — український актор театру та кіно.

## Життєпис
Народився 8 серпня 1974 року в місті Сміла.
1995 року закінчив Київський національний університет театру, кіно і телебачення імені Івана Карпенка-Карого (курс Народної артистки УРСР Ірини Молостової).
З 1996 до 2001 року працював у Київському академічному театрі юного глядача на Липках.
У Театрі драми та комедії на лівому березі Дніпра — з 2004 року (з перервою 2006-2012 рр.).
З 2023 року проходить службу в ЗСУ.

## Роль у театрі
Київський академічний театр юного глядача на Липках
Київський академічний театр драми і комедії на лівому березі Дніпра
- 2016 — «Безприданниця. Версія» за п’єсою «Безприданниця»[ru] Олександра Островського; реж. Тамара Трунова — Гаврило
- 2018 — «Дім на краю душі» за мотивами п'єси «Іфігенія» Дона Нігро[en]; реж. Тамара Трунова — Майкл Райан[1]
- 2020 — «Хлібне перемир'я» Сергія Жадана; реж. Стас Жирков — Коля
- 2021 — «Батько» за однойменною п'єсою[en] Флоріана Зеллера[en]; реж. Стас Жирков — П'єр
- 2023 — «Чорний дрізд» за онойменною п'єсою[en] Девіда Гарровера[en]; реж. Яна Безсмертна — Рей[2]
- «Глядачі на виставу не допускаються!» — Тім Олгуді, працівник сцени
- «Чотири причини вийти заміж» — Чак
- «Дзвінок із минулого» — Віктор
- «Море… Ніч… Свічки…» — Ефраїм
- «Жіноча логіка» — Віктор

## Фільмографія
- 2005 — «Міф про ідеального чоловіка. Детектив від Тетяни Устінової» — Гольдін
- 2008 — «Куплю друга» — Яшка
- 2012 — «Жіночий лікар» (23 серія)
- 2012 — «Порох та дріб» — брат Брагіша
- 2014 — «Брат за брата-3» — Валентин Кондріч, таксист
- 2014 — «Будинок з ліліями» — епізод
- 2015 — «Останній москаль»
- 2016 — «Співачка» — Василь
- 2016–2017 — «Райське місце» — Олексій Дмитрович Василевський, олігарх, батько Крістіни
- 2019 — «Сонячний листопад» — епізод
- 2020 — «Ідучи за серцем» — епізод
- 2020 — «Швидка» — Спартак Сергійович Балануца[3]